# José María Palacio Girón
José María Palacio Girón (Rasal, 1880-Valladolid, 1936) fue un profesor y periodista español.

## Biografía
Nació el 18 de enero de 1880 en la localidad oscense de Rasal. Descrito como «un regeneracionista aragonés en Castilla», mantuvo amistad con Antonio Machado, quien le dedicó el poema «A José María Palacio». Palacio, que colaboró con publicaciones periódicas como El Porvenir Castellano, falleció el 22 de noviembre de 1936 en Valladolid.